# Прва битка за Харков
Прва битка за Харков, коју је назвао Вилхелм Кајтел, одиграла се 1941. године и била је сукоб за контролу над градом Харковом, који се налази у Украјинској ССР, током завршне фазе операције Барбароса. Битка се водила између немачке 6. армије, дела Групе армија Југ, и совјетског југозападног фронта. Совјетска 38. армија је имала задатак да брани град док су његове фабрике демонтиране и премештене на источнију локацију.
Главни циљ немачке 6. армије био је да заузме Харков, што би им помогло да затворе све већи јаз између себе и немачке 17. армије. До 20. октобра, Немци су напредовали до западне ивице града, а до 24. октобра 57. пешадијска дивизија је успела да преузме контролу над Харковом. До тог времена, међутим, већина градских индустријских објеката је евакуисана или учињена бескорисном од стране совјетских власти.

## Значај Харкова

### Харковски железнички систем
У јесен 1941. Харков је био од великог стратешког значаја за Совјете због виталних железничких и ваздушних веза. Град је служио као кључна веза између региона исток-запад и север-југ Украјине, као и различитих централних области СССР-а, као што су Крим, Кавказ, регион Дњепра и Донбас.

### Војни значај
Као један од највећих индустријских центара у Совјетском Савезу, Харков је играо значајну улогу у доприносу војним способностима земље. Конкретно, Харковска тракторска фабрика била је кључна у дизајну и развоју совјетског тенка Т-34, који је постао високо продуктиван објекат и симбол индустријске моћи града. Поред фабрике трактора, Харков је био дом других важних индустријских објеката као што су Харковска фабрика авиона, Харковска фабрика НКВД- а (ФЕД) и Харковска фабрика турбина.
Различите градске војне индустрије биле су одговорне за производњу различитих критичних артикала, укључујући авионе Су-2, артиљеријске тракторе, минобацаче од 82 мм, митраљезе, муницију и другу војну опрему. С обзиром на стратешки значај индустријске производње у Харкову, немачке снаге су током Прве битке за Харков ставиле на циљ да преузму контролу над градским железницама и војним фабрикама.
И сам Адолф Хитлер је истицао важност заузимања ових војних објеката, признајући да је регион, посебно Доњецки басен који се протеже од области Харкова, био темељ руске привреде. Немци су веровали да ће контрола над овим виталним економским центром неизбежно довести до колапса целокупне руске привреде. Као резултат тога, они су се жестоко борили да задрже контролу над индустријском зоном Харкова.

## Пре битке

### Последице Кијева
Након битке за Кијев, Врховна команда немачке војске (ОКХ) наредила је групи армија Центар да прераспореди своје снаге за напад на Москву. Као резултат тога, 2. тенковска група се окренула на север према Брјанску и Курску. Уместо тога, Група армија Југ, коју су предводили 6. армија Валтера фон Рајхенауа и 17. армија Карла-Хајнриха фон Штулпнагела, преузела је команду над тенковским дивизијама. У међувремену, главна офанзивна формација Групе армија Југ, 1. тенковска група Пола Лудвига Евалда фон Клајста, добила је наређење да крене на југ према Ростову на Дону и кавкаским нафтним пољима у складу са Фиреровом директивом бр. 35. Док је 1. тенковска група обезбедила немачку победу у бици код Мелитопоља, терет обраде 600.000 совјетских ратних заробљеника из Кијева пао је на 6. и 17. армију, што је резултирало тронедељним периодом прегруписавања за ове две армије.
Да би стабилизовала свој јужни бок, Ставка (совјетска врховна команда) је убацила појачање у област између Курска и Ростова на рачун својих снага испред Москве. Југозападни фронт, десеткован током битке за Кијев, обновљен је под командом маршала Семјона Тимошенка, познатог као једног од најспособнијих команданата Црвене армије. 6., 21., 38. и 40. армија реконституисане су скоро од нуле.

### Приближавање Харкову
Током битке за Москву, Немци су сматрали да је кључно да заштите своје бокове. 6. октобра, фон Рајхенау је повео напредовање преко Сумија и Октирке према Белгороду и Харкову. У исто време, 17. армија је започела офанзиву од Полтаве према Лозови и Изјуму како би заштитила дугачки бок 1. тенковске армије (раније 1. панцер групе). Ова офанзива је довела до тога да су совјетска 6. армија (којем је командовао Родион Малиновски) и 38. армија (којем је командовао Виктор Циганов ) потиснуте у нереду. Како се битка за Москву приближавала, совјетска Црвена армија је претрпела велике поразе код Вјазме и Брјанска, што је резултирало са 700.000 жртава. Оскудне расположиве резерве биле су хитно потребне за одбрану совјетске престонице, остављајући Југозападни фронт рањивим. Без појачања да попуне празнину, Совјети су били приморани да се повуку у Вороњеж како би спречили колапс свог јужног крила.
Примарни циљеви немачке војске пре зиме били су да заузму Лењинград, Москву и прилазе кавкаским нафтним пољима. Харков је, иако секундарни циљ, био од виталног значаја. Осим што су штитили бокове својих моторизованих врхова копаља, Немци су ценили Харков због његовог индустријског значаја и његове улоге критичног железничког чвора. Заузимањем града би се совјетске армије Југозападног и Јужног фронта потиснуле назад према Вороњежу и Стаљинграду, одсецајући њихова главна транспортна чворишта. До друге недеље октобра, међутим, немачка офанзива је била отежана због сезоне блата у Распутици и логистичких изазова у области између Дњепра и линија фронта. Сви друмски мостови су се срушили, а опасност од леда представљала је изазов за замену понтона. Да би обезбедио заузимање Харкова, Хитлер је преусмерио ресурсе из 17. армије за подршку 6. армији. Ово је ослабило напоре 17. армије да заштити бок 1. тенковске армије и допринело је немачком поразу у бици код Ростова. После 17. октобра, ноћни мразеви су побољшали услове на путевима, али су Немци опремљени за јесен били ометени снегом и хладноћом јер су очекивали да ће цела инвазија Барбароса бити завршена пре зиме.

## Ток битке

### Припрема за заузимање града
Задатак да нападне сам Харков додељен је немачком ЛВ. Армеекорпс под командом генерала инфантерије Ервина Виероа. Овај корпус се састојао од три дивизије: 101. Леицхте-дивизија, под командом генерал-поручника Јозефа Браунера фон Хајдрингена, напредује са севера; 57. Пешадијска дивизија, под командом генерал-мајора Антона Достлера, напредује са југа; и 100. Леицхте-Дивисион, која није учествовала у бици. Стурмгесцхутз-Абтеилунг 197 Хауптмана Курта фон Барисанија имао је две од три батерије прикључене на 57. пешадијске дивизије и пружили блиску ватрену подршку током напада.
За одбрану Харкова, тамо је поново успостављена совјетска 216. стрељачка дивизија након њеног уништења у Кијеву. Међутим, добила је малу или никакву подршку пошто је 38. армија била у стратешком повлачењу и планирала је да брани Харков само док се његова фабричка опрема не евакуише.

### Борбе на западној ивици града (20–23. октобар)

#### 101. лака дивизија
До 21. октобра, 101. лака дивизија је напредовала до положаја око шест километара западно од Харкова. Као предводник дивизије, 228. лаки пук поставио је свој 1. и 3. батаљон дефанзивно на фронт, док је 2. батаљон остао у резерви. 22. октобра, пук је добио задатак да изврши извиђање ради процене непријатељске снаге. Касније тог дана, око поднева, совјетски пешадијски батаљон са тенковском подршком кренуо је у напад на пук. Пук је успешно одбио напад и успео да онеспособи два непријатељска тенка. Током ноћи, у штаб дивизије су прослеђене извиђачке информације које су откриле да је 216. стрељачка дивизија заузела положај на западној ивици града, појачавајући своју позицију митраљеским гнездима, минобацачким јамама и минским пољима.
У припреми за предстојећу офанзиву, 3. батаљон (позициониран на десном боку пука) добио је појачање, укључујући два оруђа артиљеријске јединице дивизије, 85. артиљеријски пук, чету инжињерије и противавионски топ 88 мм. 2. батаљон је добио иста појачања изузев ПВО. У међувремену, 1. батаљон је одређен као пуковска резерва. Поред тога, 1. батаљон 229. лаког пука одређен је за обезбеђење левог бока 228. године.
Планирани сат за напад одређен је за подне да се поклопи са дејствима 57. пешадијске дивизије. Међутим, због кашњења у приправности 85. артиљерије, напад је морао бити одложен. За то време, противтенковска чета, која је била заглављена у блату позади, коначно је стигла до фронта и добила је наређење да сваком батаљону на линији фронта обезбеди по један вод противтенковских топова калибра 37 мм. Коначно, у 14:25, артиљерија је била потпуно спремна и напад је померен за 15:00.

### Напад на град (23—24. октобар)
Евакуација индустријских постројења почела је пре доласка Немаца и била је скоро завршена до 20. октобра 1941. године. За превоз опреме из 70 великих фабрика коришћено је укупно 320 возова. 24. октобра 1941. Харков је заузела 6. армија фон Рајхенауа.

## Окупација Харкова
Своју прву окупацију град је доживео током рата, који је трајао до 16. фебруара 1943. године. Харков није постао део Рајхскомесаријата Украјина због близине фронта. Штаб Корпуса СВ је деловао као окупациони орган, са 57. ИД је служио као окупациона снага. Генерал-мајор Антон Достлер је био на функцији Штадткоманданта до 13. децембра, када га је наследио генерал-поручник Алфред фон Путкамер. Харков је затим пребачен у Хеересгебиет 6. армије и стављен под заједничку надлежност Штадкоманданта и Команде на терену 757.
Немачке трупе, које су деловале под овлашћењем Рајхенау-Бефела од 10. октобра (што је заправо наређење да се погубе сви повезани са комунизмом), терорисале су преостало становништво после битке. Неколико лешева совјетских команданата било је изложено на балконима како би улили страх у оне који су остали. То је довело до тога да многи људи побегну из града, стварајући хаос.
У раним јутарњим сатима 14. новембра, неколико зграда у центру града је детонирано од тајмера које је оставила Црвена армија која се повлачила. Међу жртвама су били командант ( генерал-поручник Георг Браун) и штаб 68. пешадијске дивизије. Немци су тада ухапсили око 200 цивила, углавном Јевреја, и обесили их са балкона великих зграда. Још 1.000 људи је узето као таоце и интернирано у хотел Интернационал на тргу Џержинског. Ове ратне злочине починили су команданти Вермахта на фронту, а не СС трупе.
Дана 14. децембра, Стадткоммандант је наредио да се јеврејско становништво затвори у бараку близу Харковске фабрике трактора. За два дана тамо се окупило 20.000 Јевреја. Сондеркоммандо 4а, којим је командовао СС-стандартенфирер Паул Блобел из Ајнзацгрупе Ц, почео је да их пуца у децембру и наставио са убијањем током јануара користећи гас комби. Ово возило је модификовано да прими 50 људи и возило се градом, полако убијајући оне заробљене унутра са угљен моноксидом који је емитован из самог возила и каналисан у херметички затворен одељак. Жртве су умрле од комбинације тровања угљен-моноксидом и гушења.
Немачка војска је запленила велике количине хране за своје трупе, што је изазвало акутну несташицу у Украјини. До јануара 1942. око једне трећине преосталих 300.000 становника града је гладовало, а многи су умрли током сурових зимских месеци.
Борбе у Харкову оставиле су град у рушевинама, са уништеним многим архитектонским споменицима и опљачканим уметничким благом. Чувени совјетски писац Алексеј Николајевич Толстој је написао: "Видео сам Харков. Као да је Рим у 5. веку. Огромно гробље..."